# Anzur Ismailov
 Anzur Ismailov (Taskent, 21 de abril de 1985) es un futbolista profesional de Uzbekistán. Actualmente juega de defensa en el FC AGMK. También es titular con la selección de fútbol de Uzbekistán.

## Clubes
| Club                  | País       | Año       |
| --------------------- | ---------- | --------- |
| FK Samarqand-Dinamo   | Uzbekistán | 2001      |
| Traktor Tashkent      | Uzbekistán | 2002-2003 |
| FC Pakhtakor Tashkent | Uzbekistán | 2004-2009 |
| FC Bunyodkor          | Uzbekistán | 2010      |
| Changchun Yatai       | China      | 2011-2018 |
| Lokomotiv Tashkent    | Uzbekistán | 2018-2019 |
| Pakhtakor Tashkent    | Uzbekistán | 2020-2021 |
| FC AGMK               | Uzbekistán | 2022-     |